# Współautorstwo

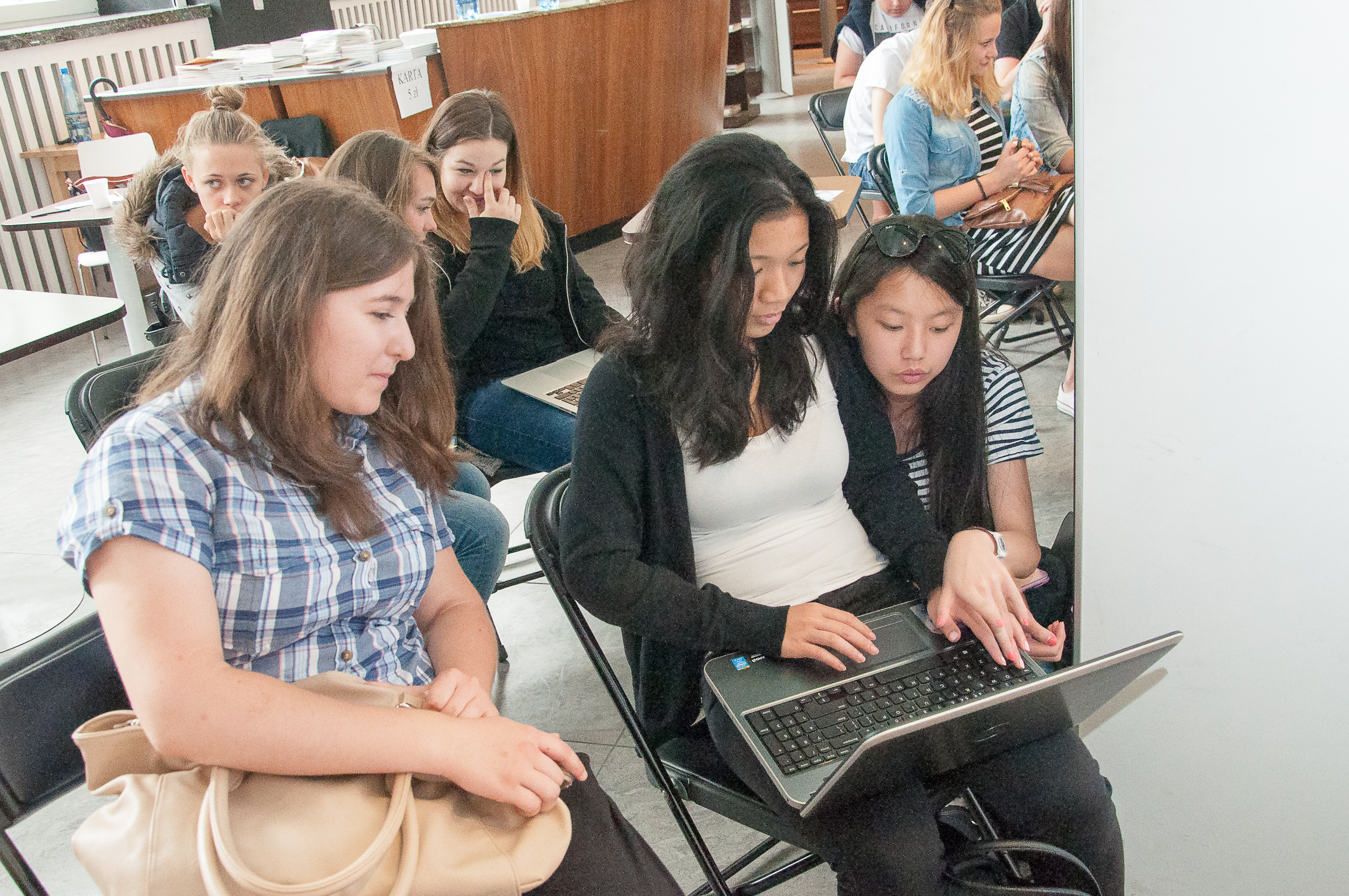
Zespołowa praca nad tekstem jest jedną z najpowszechniejszych metod tworzenia treści we współczesnym świecie, zwłaszcza w pracach naukowych

Współautorstwo (w zależności od kontekstu także współtwórczość czy pisanie zespołowe, w pracach angielskojęzycznych spotykany jest termin Collaborative Writing, w skrócie CW) – sytuacja, w której utwór powstaje dzięki twórczej pracy więcej niż jednej osoby.
Współautorstwo tekstów występuje powszechnie w wielu branżach, zarówno w świecie akademickim, jak i w przemyśle czy administracji publicznej. Zespołowa praca nad tekstem oferuje twórcom możliwość uczenia się od siebie nawzajem, promuje socjalizację i powstawanie nowych idei, ale także zapewnia tekstom większą różnorodność punktów widzenia, większą precyzję czy przejrzystość. Wymaga jednak uzgodnienia między autorami strategii powstawania tekstu.
Aktywność w obrębie zespołu współtwórców nie ogranicza się jedynie do samego tworzenia treści i obejmuje też takie działania jak choćby wybór składu grupy i odpowiednich narzędzi, planowanie i przygotowywanie pracy, dostarczanie dokumentu odbiorcom czy ewaluację działań zespołu, a także socjalizację czy negocjacje dotyczące treści czy innych elementów współpracy.

## Metody tworzenia treści
Choć pisanie zespołowe występuje jako zjawisko od wielu stuleci, dopiero w ostatnich dekadach XX wieku i pierwszych XXI wieku stało się częstym obiektem badań naukowych. Nawet osobom uczestniczącym w zespołowym tworzeniu tekstów trudno opisać ich własną działalność ze względu na fakt, że nie wykształciły się jeszcze precyzyjne terminy rozróżniające rozmaite formy współpracy. Z tego względu wielu autorów tworzy własne typologie rodzajów współautorstwa, w zależności od trybu pracy; nie ma też wykształconego konsensu naukowego co do samej definicji współautorstwa.
Przykładowo Lowry, Curtis i Lowry w pracy Taxonomy of Collaborative Writing (ang. Taksonomia pisania zespołowego) opisują pięć modeli współtworzenia tekstów:
1. Pisanie grupowe z jednym autorem (ang. Group single-author writing): sytuacja, w której jeden autor pisze pracę w imieniu całego zespołu. Taki model najczęściej przyjmowany jest wtedy, gdy zadanie jest stosunkowo proste, a wszystkim zaangażowanym w grupę łatwo jest dojść do porozumienia co do celów przedsięwzięcia.
2. Pisanie sekwencyjne (ang. Sequential writing): sytuacja, w której w danym momencie tylko jeden z współautorów tworzy tylko jemu przydzieloną część dokumentu, a następnie przekazuje go następnemu członkowi zespołu.
3. Pisanie równoległe (ang. Parallel writing): w tym modelu uczestnicy zespołu dzielą się rolami przy jego powstawaniu (autor, redaktor, szef zespołu itd.) lub też sekcjami tekstu do napisania, a następnie pracują jednocześnie.
4. Pisanie reaktywne (ang. Reactive writing): sytuacja, w której wszyscy członkowie zespołu jednocześnie piszą przydzielone sobie fragmenty oraz redagują lub uzupełniają części przydzielone innym członkom zespołu.
5. Model mieszany (ang. Mixed mode), w którym zawierają się przynajmniej dwa spośród powyżej wymienionych modeli.

Z kolei Javier Onrubia i Anna Engel w swoich badaniach nad wspieranymi komputerowo środowiskami wspólnego uczenia się (ang. computer-supported collaborative learning; CSCL) wykazali pięć innych modeli współpracy:
1. Konstrukcja równoległa „kopiuj–wklej”: w tym modelu każdy z członków zespołu dostarcza inną część dzieła, a następnie ostateczny dokument powstaje poprzez nałożenie na siebie przygotowanych w ten sposób elementów tak, że wkład niektórych uczestników współpracy nadpisuje pracę innych.
2. Konstrukcja równoległa typu puzzle: każdy z współautorów dostarcza swój dokument zawierający fragmenty w różnym stadium ukończenia, a dokument końcowy powstaje przez zestawienie ze sobą różnych fragmentów różnych autorów.
3. Konstrukcja sekwencyjna sumaryczna (ang. sequential summative construction): jeden członek zespołu przedstawia ukończoną lub wstępną propozycję gotowego materiału, a uczestnicy kolejno dodają do niej swój wkład, nie modyfikując jednak już napisanych przez innych fragmentów.
4. Konstrukcja sekwencyjna integracyjna (ang. sequential integrating construction): jeden członek zespołu przedstawia ukończoną lub wstępną propozycję gotowego materiału, a uczestnicy kolejno dodają do niej swój wkład, a jednocześnie zgłaszają poprawki do wcześniej napisanych fragmentów.
5. Konstrukcja integracyjna: utwór powstaje w ramach synchronicznej dyskusji na żywo bądź na czacie, przy wielu zmianach, komentarzach do treści na które inni uczestnicy zespołu reagują.

Z kolei Ritchie i Rigano w analizie modeli powstawania prac naukowych zaobserwowali trzy podstawowe typologie:
1. Pisanie na cztery ręce (ang. side-by-side creation; autorzy używają także metafory duetu fortepianowego)[10]: autorzy pracują równolegle, przeprowadzają burze mózgów, negocjują i dopracowują tekst w czasie rzeczywistym. Jeden z nich może pełnić funkcję skryby lub sekretarza.
2. Pisanie w turach: autorzy dostarczają osobne części tekstu końcowego, ich połączenie w jedną całość jest dziełem autora głównego bądź redaktora. W tym modeli autorzy angażują się bardziej w kooperację niż kolaborację[11].
3. Pisanie z autorem wiodącym (ang. lead writing): model, w którym jedna osoba bierze odpowiedzialność za napisanie pierwszego szkicu całości tekstu. W kolejnych publikacjach tego samego zespołu przodownikiem czy też autorem wiodącym zostaje kolejny członek zespołu, by i jego nazwisko znalazło się w druku jako pierwsze. Jest to powszechna praktyka w świecie nauki[11].

## Kwestie prawne w Polsce
Pojęcia współautorstwa i współtwórcy pojawiły się w Polsce już w pierwszej ustawie o prawach autorskich z 1926, jednak nie zostały dostatecznie sprecyzowane: zabrakło m.in. definicji wyjaśniającej jaki wkład twórcy jest niezbędny, by uznać go za współautora utworu, zwłaszcza, że współtwórcy mogą dostarczać wkładu nie tylko o różnej objętości, ale i o różnym charakterze. Niedookreślenie to zauważył Sąd Najwyższy w wyroku z 8 września 1976. W praktyce orzeczniczej wielu krajów, w tym m.in. Niemiec, zazwyczaj o uznaniu osobę za współautora decyduje fakt, czy dana osoba wniosła wkład twórczy w powstanie dzieła, bez którego utwór nie powstałby. Ma to znaczenie m.in. w przypadku tzw. ghostwritingu, czyli sytuacji, w której faktyczny autor większości utworu decyduje się nie ujawniać swojego autorstwa, natomiast jako autora podaje się osobę, z którą ten zawarł umowę na stworzenie lub kompilację utworu. Choć w polskiej praktyce orzeczniczej ghostwriting zazwyczaj uznawany jest za nielegalny, jedna z jego form – nieoznaczanie wkładu promotora w powstanie treści pracy magisterskiej – często uznawana jest za dopuszczalną.
W zależności od typu utworu lub medium pojęcie współautorstwa może przybierać różne formy. W przypadku tzw. sztuki fraktalnej, w której dzieło artysty jest w istocie pochodną fraktalu, a więc teorii matematycznej i programu użytego do jej przetworzenia na formę graficzną, w określonych sytuacjach za autorów można uznać: programistę tworzącego oprogramowanie do tworzenia graficznej prezentacji fraktalu, użytkownika programu, programistę i użytkownika, sam program, program oraz programistę, program oraz użytkownika czy wreszcie nikogo.

### Współautorstwo a wkład twórczy
Tematem zależnym jest wkład twórczy we współautorstwo dzieła.
Wkładem twórczym nie są:
- pomysł, inspiracja do stworzenia utworu współautorskiego;
- pomoc w postaci dostarczenia środków i/lub materiałów do wykonania utworu współautorskiego;
- pomoc techniczna (np. pomoc w obsłudze specjalistycznego sprzętu fotograficznego).

Współtwórcom przysługują wspólne, autorskie prawa majątkowe do stworzonego przez nich wspólnie utworu współautorskiego. Autorskie prawa osobiste pozostają oddzielne dla każdego ze współtwórców.